# Asplenium vieillardii
Asplenium vieillardii är en svartbräkenväxtart som beskrevs av Georg Heinrich Mettenius. Asplenium vieillardii ingår i släktet Asplenium och familjen Aspleniaceae. Inga underarter finns listade.

## Bildgalleri

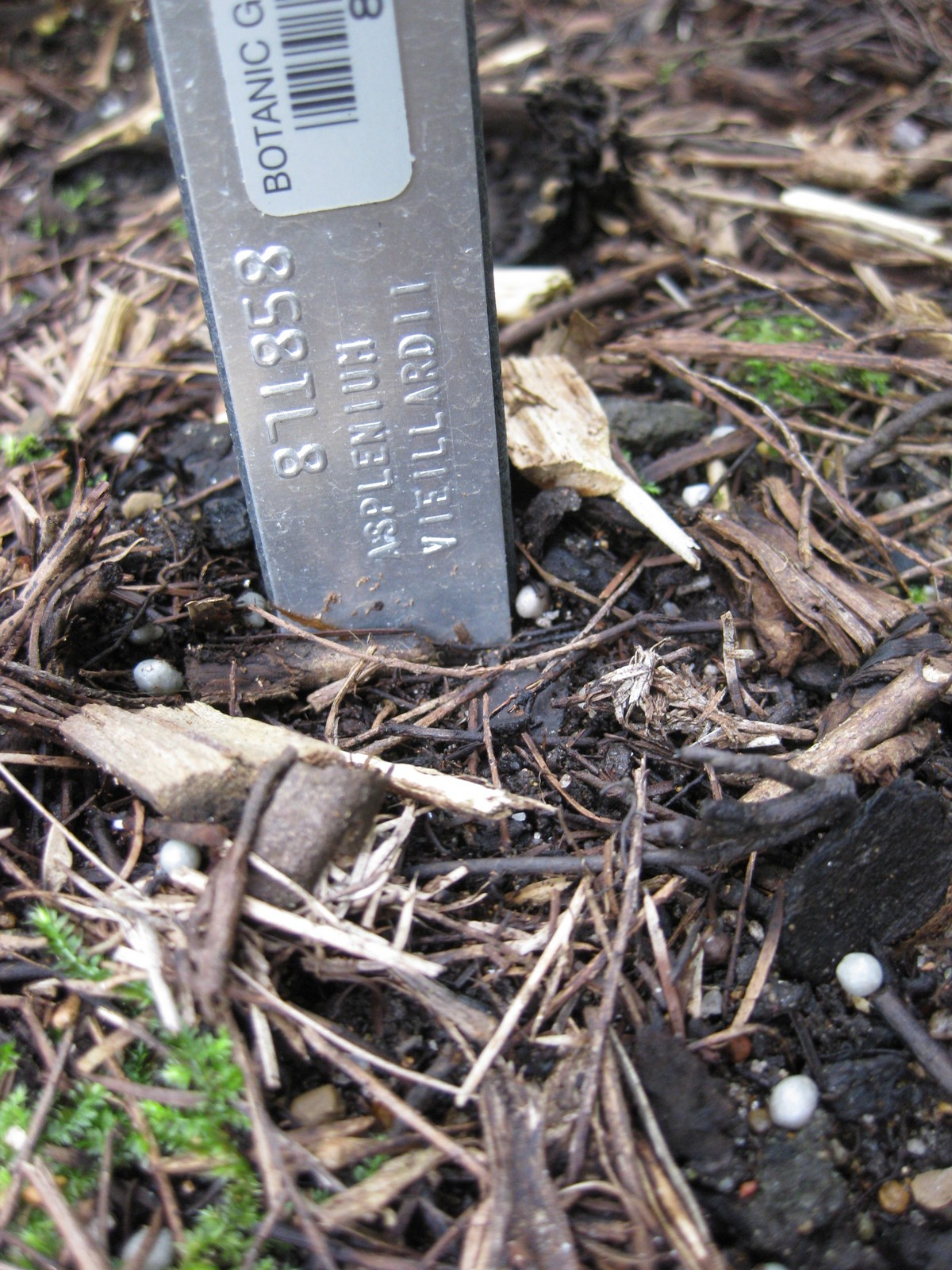
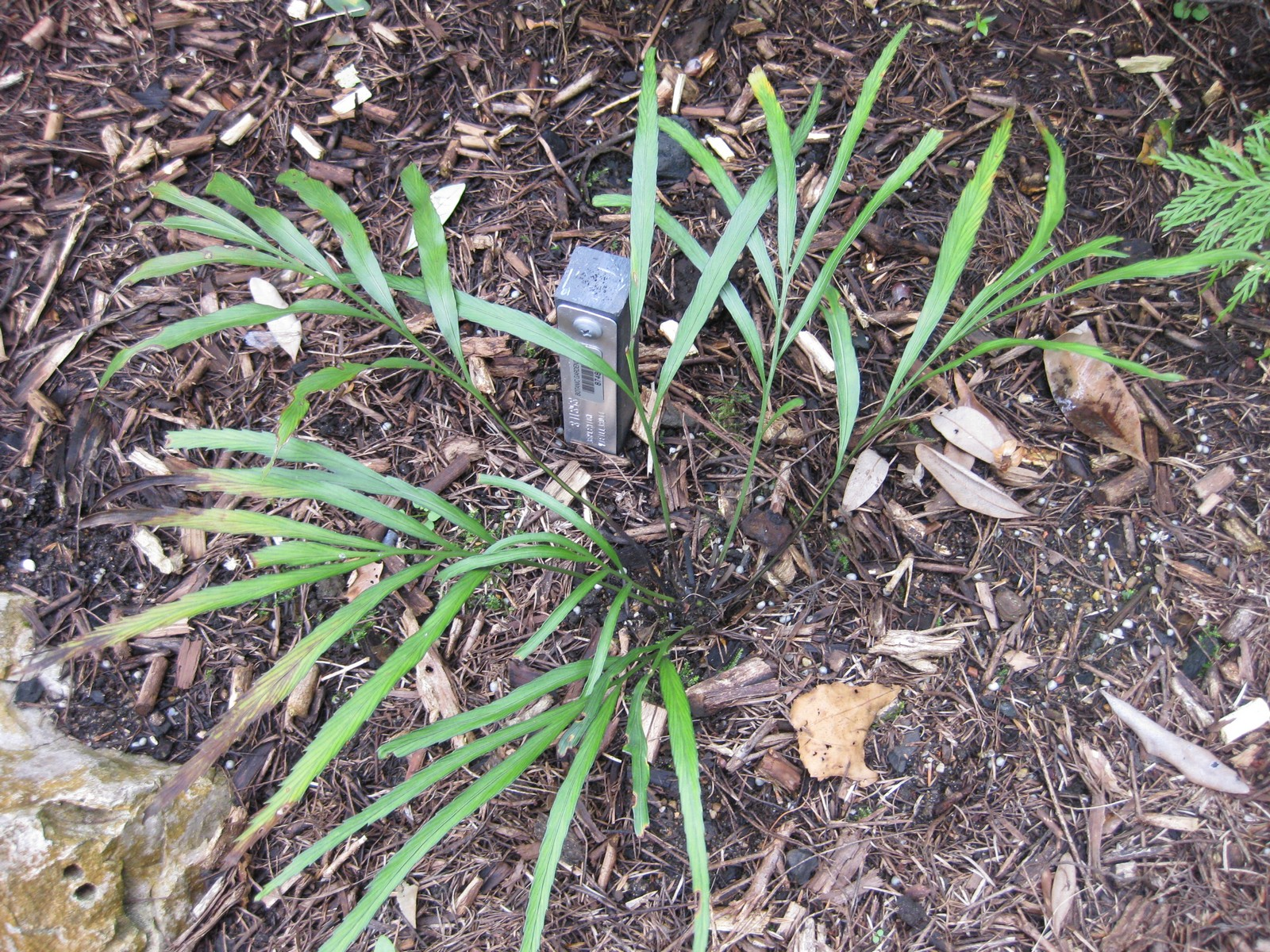